# Nupserha similis
Nupserha similis är en skalbaggsart som beskrevs av Stefan von Breuning 1978. Nupserha similis ingår i släktet Nupserha och familjen långhorningar.
Artens utbredningsområde är Malawi. Inga underarter finns listade i Catalogue of Life.